# Гендерное равенство в Азербайджане
Гендерное равенство, также известное как равенство полов, является состоянием одинаковой доступности к ресурсам и возможностям, независимо от пола, в том числе участия в экономической деятельности и принятие решений, а также состояние оценки различных поведений, стремлений и потребностей в равной степени, независимо от пола.
Всеобщая декларация прав человека определяет равные права человека для женщин и мужчин. Женщины по-прежнему являются наиболее уязвимой группой в мире, которая нуждается в дополнительных механизмах защиты. Проще говоря, гендерное равенство подразумевает собой усиление защиты и поощрение всех прав человека, одинаково как для женщин, так и для мужчин.

## История
В прежние времена женщина играла важную роль в азербайджанском обществе и имела равные права с мужчиной в семье. В частности, права женщин во время хуррамитов были очень обширными.
После установления в стране ислама как доминирующей религии возникло гендерное неравенство в обществе. Это связано в основном с тем, что в Шариате ясно подчёркивается неограниченная власть мужчины над женщиной.
Тем не менее, первое демократическое государство на Востоке, Азербайджанская Демократическая Республика (АДР 1918-1920), была одной из первых стран в мире, предоставляющих женщинам демократические права голоса и другие привилегии.
АДР заложила основу для гендерного равенства в Азербайджане, предоставив женщинам беспрецедентные права. За время существования АДР женщинам были предоставлены все необходимые привилегии. Женщинам, достигшим 20-летнего возраста, было предоставлено право избирать и быть избранными. В то время во многих странах мира этих возможностей женщины были лишены.
Также в АДР «статус женщины был очень высоким», — сказала председатель Госкомитета по проблемам семьи, женщин и детей Хиджран Гусейнова во вторник на конференции, посвященной 90-летию со дня создания АДР и признанию прав женщин в голосовании.
Резидент-координатор ООН в Азербайджане, представитель ПР ООН Бруно Пуэза, сказал, что Азербайджан имеет давние традиции в области защиты прав женщин. В 1918 году новый независимый парламент Азербайджана на своем первом же заседании обсудил вопрос о гендерном равенстве, а в 1919 году парламент принял закон, обеспечивающий равные права для мужчин и женщин ", — сказал он.
Позже, уже при Советском Союзе, роль женщин во всех сферах общественной жизни продолжала расти, гендерное равенство было достигнуто как формально, так и практически.
Однако, с восстановлением государственной независимости страны, гендерная проблема была возникла вновь и остается одной из актуальных тем, задач по сей день.

## Сегодня
Решение вопроса о гендерном равенстве как во всём мире, так и в Азербайджане — одна из целей развития тысячелетия ООН. Гендерное равенство — признак демократичности и цивилизованности общества.
В Азербайджане было принято несколько законов, касающихся гендерного равенства.
В интервью глава НПО «Женщины и прогресс» Лала Аббасова отмечает, что в Азербайджане вопрос гендерного равенства является одним из приоритетов правительства. По её словам, гендерный вопрос очень значимый и должен быть всегда в центре внимания государства.
Азербайджан занимает 86-е место в новом глобальном рейтинге обеспечения гендерного равенства. В настоящее время рейтинг охватывает 144 страны мира.
Всемирный экономический форум опубликовал новый доклад по индексу гендерного разрыва (The Global Gender Gap Index) на 2016 год. Индекс отражает статус, права и роли женщин и мужчин в четырёх ключевых областях: образование, здравоохранение, экономика и политика. Азербайджан получил 0,684 пункта и занял 86-е место. Что касается доступа к образованию женщин, республика заняла 83-е место, 38-е место за участие в экономике, 138-е место за возможности в сфере здравоохранения, 124-е место за обладание политической властью.
Лала Аббасова подчеркнула, что сегодня в Азербайджане женщины играют важную роль в обществе. Они занимают руководящие посты во многих сферах. «К примеру, около 80 процентов работников сферы образования составляют женщины, а в сфере здравоохранения — около 60. Кроме того, увеличивается число женщин, занятых в области политики. Они должны быть в этой сфере наравне с мужчинами».

## Законодательство
По Конституции Азербайджанской Республики, мужчины и женщины равны, иными словами, имеют равные права и свободы и равны перед законодательством. Конституция воспрещает дискриминацию по гендерному признаку. Также дискриминация по признаку пола в сфере трудовых прав не допускается согласно Конституции.
В Азербайджанской Республике был принят перечень законов в поддержку гендерного равенства в стране. Одним из них является закон о гарантиях равноправия между женщинами и мужчинами, который был принят 10 октября 2006 года и состоит из 21 статьи. Целью закона является ликвидация всех форм дискриминации по признаку пола. Закон предусматривает обеспечение гендерного равенства в политических, экономических, социальных, культурных и других сферах. Кроме того, закон призван гарантировать равные возможности одинаково для женщин и мужчин в осуществлении всех прав человека. Для реализации закона государственным органам регулярно приходится пересматривать законодательство, касающееся гендерного равенства, и при необходимости вносить поправки. Дополнительно, распространение информации, касающейся гендерного равенства и образования в этой области, было определено в качестве основной меры по закону.
Очередной закон, поддерживающий и не допускающий неравенство и насилия в обществе, это закон о предотвращении насилия в семье, который был принят 22 июня 2010 года. Закон намеревается не допустить домашнее насилие, в частности, между близкими родственниками, а также реабилитировать негативные юридические, медицинские и социальные последствия насилия в семье для жертв и обеспечить юридическую и социальную помощь для них. В нём явно не упомянуто, что его главной целью является защита женщин от насилия в семье. Тем не менее, ясно, что в большинстве случаев именно женщины становятся жертвами насилия в семье. Закон отчетливо выделяет три типа домашнего насилия: «внутреннее физическое насилие», «внутреннее психологическое насилие» и «бытовое сексуальное насилие».

## Международное сотрудничество

### Конвенция о ликвидации всех форм дискриминации в отношении женщин
В 1995 году Азербайджан ратифицировал Конвенцию о ликвидации всех форм дискриминации в отношении женщин.
Первый доклад правительства Комитета ООН по ликвидации дискриминации в отношении женщин (CEDAW) был опубликован 16 сентября 1996 года. В Конвенции разъясняется термин «дискриминация по отношению к женщинам» и возлагается вся ответственность на государств-участников за принятие всех соответствующих мер для ликвидации всех форм дискриминации в отношении женщин.

### Фонд развития ООН для женщин
Сотрудничество между ЮНИФЕМ и Азербайджаном было реализовано в рамках регионального проекта «Женщины за предотвращение конфликтов и построение мира на Южном Кавказе». Первый этап проекта продолжался в период с 2001 по 2004 год, он был направлен на содействие деятельности женских организаций и поддержку активистов, лидеров и молодежи в вопросах гендерного равенства, миростроительства и предотвращения конфликтов. Второй этап проекта продолжался в период с 2004 по 2007 год с целью повышения уровня достижений в области гендерного равенства и укрепления защиты прав человека на основе CEDAW, Резолюции 1325 Совета Безопасности ООН, Целей развития тысячелетия и Пекинской платформы действий.

## Азербайджанский гендерный информационный центр
Фонд «Открытое общество» в 2002 году запустил проект «Азербайджанский Гендерный Информационный Центр» (АГИЦ). Азербайджанский Гендерный Информационный Центр считается первым информационно-аналитическим, библиографическим и документальным центром движения женщин на Южном Кавказе.
В состав АГИЦ входят несколько женских организаций: 1. Исследовательский центр современных социальных процессов; 2. Ассоциация творческих женщин, Баку; 3. Азербайджанская ассоциация организационно-технического развития, Баку; 4. Молодёжный центр женщин г. Мингечаура «Шамс»; 5. Центр развития молодёжных программ, Худат.

## Государственный комитет по проблемам семьи, женщин и детей
Государственный комитет по делам женщин был учрежден Указом президента от 14 января 1998 года. Комитет был заменен Государственным комитетом по делам семьи, женщин и детей другим Указом Президента от 6 февраля 2006 года. Устав Комитета был утвержден Указом Президента 9 августа 2006 года.
Комитет является центральным исполнительным органом (на министерском уровне), расположенным в Баку, столице Азербайджана, который финансируется из государственного бюджета. Комитет отвечает за реализацию государственной политики в отношении семейных дел. Комитет может предлагать правовые акты, подписывать соглашения с соответствующими органами иностранных государств и международными организациями. Принятые акты и соглашения должны соответствовать требованиям Конституции Азербайджана, международным соглашениям, участником которых является Азербайджанская Республика, и законам исполнения своих обязанностей.